# Acelerador de vulcanización
Los aceleradores de la vulcanización son aditivos que se añaden a los elastómeros para acelerar la reacción de vulcanización. La cinética de vulcanización de un hule es una cinética de primer orden, sin embargo la velocidad con que esta ocurre puede ser acelerada o desacelerada por medio de aditivos.
La adición de azufre al elastómero en ocasiones produce una reacción lenta e ineficiente. Los procesos modernos de vulcanización utilizan de forma común los aceleradores.
Tradicionalmente los aceleradores de la vulcanización se clasificaban como:
- Ultrarrápidos
- Muy rápidos
- Rápidos
- Medianamente rápidos
- Lentos

Actualmente está clasificación ha pasado para dar lugar a una clasificación más científica la que toma en cuenta las diferentes familias de compuestos que participan en esta reacción.
Al seleccionar los aceleradores es muy importante tomar en cuenta que el acelerador equivocado en cantidades excesivas puede dar lugar a una explosión.

## Tipos de aceleradores
La clasificación moderna no clasifica conforme a la velocidad sino conforme a la familia química del acelerador.
- Ditiocarbamatos
- Xantato
- Tiuramios
- Tiazoles
- Aminoaldehídos
- Guanidinas

- Datos: Q5656418